# Madeleine Reiser
Madeleine Reiser (* 15. Februar 1952 in Göttingen; † 18. Juli 2014 in Wien) war eine österreichische Politikerin (GRÜNE). Reiser war von 2000 bis 2001 Abgeordnete zum Wiener Gemeinderat und Landtag und von 2001 bis 2013 Bezirksvorsteher-Stellvertreterin im 7. Wiener Gemeindebezirk Neubau.

## Leben
Reiser wuchs in der Schweiz auf und erlernte den Beruf der Schauspielerin. Sie spielte unter anderem in der Fernsehserie "Kottan ermittelt" mit. Sie war danach als Lebens- und Sozialberaterin tätig und arbeitete zwischen 1999 und 2004 als Mitarbeiterin im Rathausklub der Wiener Grünen. Sie war seit 1991 Mitglied der Neubauer Grünen und wurde 1992 als Bezirksrätin angelobt. Am 20. November 2000 rückte sie für Hannelore Weber in den Wiener Landtag und Gemeinderat nach, wo sie der Wiener Wohnungskommission angehörte. Per 27. April 2001 schied Reiser aus dem Landtag aus. Nach dem Wahlerfolg der Grünen in Neubau wurde Reiser am 9. Mai 2001 zur ersten grünen Bezirksvorsteher-Stellvertreterin gewählt. Sie war Vorsitzende der Kulturkommission Neubau, Vorsitzende der Bezirksvertretung und Vorsitzende des Finanzausschusses sowie SeniorInnenbeauftragte. Im Juni 2013 legte sie ihr Amt als Bezirksvorsteher-Stellvertreterin und Bezirksrätin aus gesundheitlichen Gründen nieder. Sie starb ein Jahr später nach schwerer Krankheit.
Reiser war Mutter von zwei Kindern.

## Auszeichnungen
- Goldenes Verdienstzeichen der Stadt Wien (April 2014)